# Mary Jones (remera)
Mary Jones (25 de agosto de 1986) es una deportista estadounidense que compitió en remo. Ganó tres medallas en el Campeonato Mundial de Remo entre los años 2017 y 2023.

## Palmarés internacional
| Campeonato Mundial | Campeonato Mundial        | Campeonato Mundial | Campeonato Mundial      |
| Año                | Lugar                     | Medalla            | Prueba                  |
| ------------------ | ------------------------- | ------------------ | ----------------------- |
| 2017               | Sarasota (Estados Unidos) | Medalla de bronce  | Scull individual ligero |
| 2018               | Plovdiv (Bulgaria)        | Medalla de plata   | Doble scull ligero      |
| 2023               | Belgrado (Serbia)         | Medalla de plata   | Doble scull ligero      |